# Jessy Gálvez López
Jessy Gálvez López (Charleroi, 17 luglio 1995) è un calciatore belga, attaccante svincolato.

## Carriera

### Club
Ha collezionato 37 presenze e 4 reti nella massima serie belga con il Charleroi.

### Nazionale
Ha giocato nelle nazionali giovanili belghe Under-16, Under-18 ed Under-19.